# 아뮬렌시스 재첩
아뮬렌시스 재첩(학명: Cyrenidae Corbicula amurensis Bogatov & Starobogatov 1994)는 재첩과에 속하는 희귀한 재첩으로서 발견된 지 30년이 채 되지 않아 정보가 상당히 부족한 상태이다. 이 종의 포식단계 또한 아직 밝혀지지 않았다. 재첩은 분류학적으로 변화하기 쉬운 생물으로 유명하며, 따라서 이 종의 분류는 수정이 필요할지도 모른다고 사료된다. 이 종은 기수재첩(Corbicula japonica)의 형태를 하는 것이 가능하다고 알려져 있다. Bogatov & Starobogatov가 처음으로 발견한 곳은 Amur 강 이라 ‘Amurensis’라 명명되었다. 정보가 불충분한 상태이기에 이 종의 상태에 대해 후의 연구가 필요하다고 생각되고 있다.

## 지리적 분포

### 분포
이 종은 러시아와 중국의 경계를 형성하는 아무르강에서 채집되었다. 또한, 이 종은 캘리포니아의 샌프란시스코 베이-델타(Bay-Delta), the Carquinez Strait, Suisun Bay, Mallard Island에서 채집된다. 샌프란시스코의 베이-델타(Bay-Delta)에서 이 종은 8m~20m정도의 수심에 서식한다.

### 서식하는 국가
중국, 러시아, 미국(캘리포니아)

### 서식한계

#### 상한한계
수심 8m

#### 하한한계
수심 20m

## 종수
이 종에 대해서는 종의 수에 대한 정보가 아직 알려지지 않았다.

## 서식처와 환경

### 서식처
이 종은 강이나 강 하구에서 서식한다.

### 환경
민물

## 포식자 및 위협요인
Potamocorbula amurensis의 침략은 샌프란시스코 베이-델타(Bay-Delta)의 수산식량 셀레늄 함량을 증가시켰다.
이매패류들은 셀레늄을 흡수한다고 알려져 있으며, 이것을 포함한다. 그러나 이것이 이 종의 특정 군에 반대의 영향을 주는지는 아직까지 알려져 있지 않다.
은(Silver, Ag)의 앙금 침전 단계와 생물종류가 근년에 들어 증가하였다. 또한, Amur 강은 인위적인 것들에 의해 영향을 받고 있다. 이것들은 수력발전소나 농작에 의한 오염, 토사, 하수오물에 의한 오염이나 중금속에 의한 것을 말한다.